# Service Data Objects
Service Data Objects（サービスデータオブジェクト、SDO）とは、様々なデータを統一的にアクセスできるようにする技術である。2004年、BEAシステムズとIBMが共同で開発し、Java Community Process が承認した。2005年11月、Service Component Architectureの一部としてバージョン2.0が登場した。

## 他の技術との関連
当初 Web Data Objects（ウェブデータオブジェクト、WDO）と呼ばれ、IBM WebSphere Application Server 5.1 と IBM WebSphere Studio Application Server 5.1.2 の一部としてリリースされた。他の類似の技術としては、JDO, EMF, JAXB, ADO.NET がある。

## 設計
Service Data Objects は言語に依存しないデータ構造を利用し、各種サービス提供実体間の通信を可能にする。木構造とその上での走査（幅優先/深さ優先）方法を提供し、クライアントプログラムが要素を操作できるようにする。オブジェクトは静的（フィールド数固定）でも、無制限のフィールドを持てる動的な構造でもよい。仕様では、全フィールドにメタデータが定義され、オブジェクトのグラフについて変更サマリーを提供することで、プログラムがデータをより効率的に扱えるようにする。

## 開発元
2007年4月以降、仕様はOASISの Open CSAが策定しており、BEAシステムズ・IBM・Rouge Wave・オラクル・SAP・Siebel・Sybase・Xcalia・Software AGとサン・マイクロシステムズが参加している。それ以前からある非公式な協業組織 Open SOA もこれに協力している。

## 実装
- Rogue Wave Software (HydraSDO)
- CodeFutures Software (FireStorm/SDO)
- Xcalia （Java および .Net）
- BEA (AquaLogic Data Services Platform)
- IBM (Virtual XML Garden)
- IBM (WebSphere Process Server)

オープンソース実装としては、以下のものがある。
- Apache Tuscany（Java および C++）
- SOA PHP